# Monecphora moreirae
Monecphora moreirae är en insektsart som beskrevs av Victor Lallemand 1924. Monecphora moreirae ingår i släktet Monecphora och familjen spottstritar. Inga underarter finns listade i Catalogue of Life.